# Pauls Valley
Pauls Valley és una ciutat dels Estats Units a l'estat d'Oklahoma. Segons el cens del 2000 tenia 6.256 habitants.

## Demografia
Segons el cens del 2000, Pauls Valley tenia 6.256 habitants, 2.475 habitatges, i 1.591 famílies. La densitat de població era de 289,6 habitants per km².
Dels 2.475 habitatges en un 30,5% hi vivien nens de menys de 18 anys, en un 46,6% hi vivien parelles casades, en un 14,1% dones solteres, i en un 35,7% no eren unitats familiars. En el 32% dels habitatges hi vivien persones soles el 17,4% de les quals corresponia a persones de 65 anys o més que vivien soles. El nombre mitjà de persones vivint en cada habitatge era de 2,38 i el nombre mitjà de persones que vivien en cada família era de 3.
Per edats la població es repartia de la següent manera: un 24,4% tenia menys de 18 anys, un 9,2% entre 18 i 24, un 27,1% entre 25 i 44, un 20,6% de 45 a 60 i un 18,7% 65 anys o més.
L'edat mediana era de 38 anys. Per cada 100 dones de 18 o més anys hi havia 84,6 homes.
La renda mediana per habitatge era de 26.654 $ i la renda mediana per família de 32.348 $. Els homes tenien una renda mediana de 27.014 $ mentre que les dones 18.965 $. La renda per capita de la població era de 15.553 $. Entorn del 12,9% de les famílies i el 20,7% de la població estaven per davall del llindar de pobresa.

## Poblacions més properes
El següent diagrama mostra les poblacions més properes.